# Carex de Swan
Carex swanii
Espèce
Classification phylogénétique
La Carex de Swan (Carex swanii) est une plante nord-américaine de la famille des Cyperaceae.